# ねらわれた学園 (1981年の映画)
『ねらわれた学園』（ねらわれたがくえん）は、1981年7月11日に公開された薬師丸ひろ子主演・大林宣彦監督による日本映画。（旧）角川春樹事務所製作、東宝配給。眉村卓の少年少女向け小説『ねらわれた学園』が原作。同時上映は『ブルージーンズ メモリー』。

## 概要
角川映画のアイドル路線および、大林宣彦の“大林ワールド”と呼ばれる独自の映像スタイルを確立させた作品。薬師丸ひろ子も本作でアイドルとしての地位を確立させた。「キャンペーンの最中に行く先々でファンが増えてくる、アイドルが誕生する過程を体験した」と大林は話している。このため『ねらわれた学園』は「アイドル映画」時代の開幕を告げる作品と評される。『日経エンタテインメント!』2015年3月号の特集「アイドル&女優が輝く映画」では、その系譜の始まりに本映画が据えられた。また本作はSFのジャンルに入れられるが、アイドルが恐怖に巻き込まれるスリリングな展開と独特の陰のある映像は、その後の「アイドル・ホラー」に大きな影響を与えたとも評され、その嚆矢とも評される。

## ストーリー
原作からは、舞台を中学校から高校へと変更している。また、薬師丸演じるヒロインの名前が「三田村由香」であること、峰岸演じる京極の設定など、他にも変更点が多い。

## キャスト
- 三田村由香（原作での楠本和美）：薬師丸ひろ子
- 関耕児：高柳良一
- 高見沢みちる：長谷川真砂美
- 星の魔王子：峰岸徹
- 有川正一：手塚真
- 山形先生：三浦浩一
- 清水先生：大石吾朗
- 高倉先生：明日香和泉
- 須田先生：岡田裕介
- 校長先生：眉村卓
- 三田村卓也：山本耕一
- 三田村圭子：赤座美代子
- 関熊吉：ハナ肇
- 関タケ：千石規子
- 関道子：長谷川真由美
- 店員・広志：鈴木ヒロミツ
- 有川峰子：久里千春
- 車椅子の男：田山力哉
- 看護婦：檀ふみ
- 主婦：大山のぶ代、青木和代、宇野喜代子
- 剣道部員・大野：船木浩行
- 剣道部員・倉田：高橋克典 ※俳優の高橋克典とは別人
- 応援指導部員・村瀬：宮寺和彦
- 応援指導部員・野村：杉本友孝（新人）
- 2年B組の生徒・友田：中川勝彦（新人）
- 2年B組の生徒・竹村：西角雅教
- 2年B組の生徒・雨宮：水島かおり
- 2年B組の生徒：根本里生子
- 2年B組の生徒・井口：小森敬一
- 口紅の白坂：三留まゆみ
- マッチの岡田：岡本プク
- ローラースケートの2人：渡辺肇（新人）、大林千茱萸
- ツッパリの2人：岩田光高、永沢日和
- 何もしなかった子：大山宣子
- その他の生徒・新入生市川：井上浩一
- その他の生徒・レモンちゃんの2人：若林美智子、浜田みどり
- その他の生徒・ポップパンツの2人：小西恵子、池上千代
- 生徒会役員立候補者高校会・演説する本多：佐藤吉郎（新人）
- 生徒会（パトロール隊）小川：大野貴保
- 生徒会（パトロール隊）大木：村上正仁
- 城南高校剣道部大将：ジャンボ杉田
- 城南高校剣道部部長先生：松田政男
- 城北高校剣道部先鋒：坂根英功（新人）
- 城北高校剣道部部長先生：小谷承靖
- 第1回主査：角川春樹
- 第1回副査：高林陽一
- 第1回大会委員長：平田穂生
- 第1回アナウンス嬢：松原愛
- 第2回主査：大内勇吉
- 第2回アナウンス嬢：阪本やす子
- ワルガキの小学生：浅野光伸、橋満耕司、佐野大輔
- 三輪車の男の子：秋永和彦
- 眠る老婆：森本琴
- 乳母車の赤ん坊：大林万里江
- みちるの母：羽生杏子
- クルージング：内藤忠司
- トランペットの男：山名兌二
- 踊る女：山名圭子
- 隣の長介：ロッキー阪本
- 隣の老人：広瀬正一
- ローラースケートの若者達：代々木T-WAY
- 公園のジャズバンド：ジミー原田&オールドボーイズオールスターズ
- 関耕児の母（遺影写真）：南田洋子
- 三田村由香の祖父（遺影写真）：藤田敏八
- 新宿スタジオアルタの映像モニターアルタビジョンに映る少女：浅野温子

ほか

## スタッフ
- 製作者：角川春樹
- 監督：大林宣彦
- 原作：眉村卓
- 原案：葉村彰子
- 脚本：植木昌一郎
- 音楽：松任谷正隆
- 主題歌：松任谷由実「守ってあげたい」
- 撮影監督：阪本善尚
- 美術：薩谷和夫
- 録音：宮内一男
- 音響デザイン：林昌平
- 音響効果協力：柏原満
- 照明：渡辺昭夫
- 編集：P・S・Cエディティングルーム
- 助監督：山下稔、内藤忠司、中村明、小島国男
- ピクトリアルデザイン：白組（島村達雄、坂間雅子）
- 作画合成：チャンネル16（山田明方、山田孝）
- 特殊アート：島倉二千六
- 振付：謝珠栄
- 技斗：斎藤一之（ジャパン・アクション・クラブ）
- カースタント：タカハシレーシング
- 録音スタジオ：アバコクリエイティブスタジオ
- 現像：東洋現像所
- プロデューサー：逸見稔、稲葉清治
- 制作協力：オフィス・ヘンミ

## 製作

### 企画・脚本
角川春樹が薬師丸ひろ子の主演で「アイドル映画」を撮ろうと眉村卓の『ねらわれた学園』を原作として選び、脚本と実質的な映画製作を「オフィス・ヘンミ」に依頼した。脚本としてクレジットされている「葉村彰子」は、逸見稔を中心とした創作集団のもつ共同ペンネームで、本作公開の前年1980年に設立され、逸見は本作の製作プロダクション「オフィス・ヘンミ」の社長であった。教師役として出演もする岡田裕介は「オフィス・ヘンミのプロデューサーとして（本作を）プロデュースした」と述べている。脚本が完成した時点で、角川から大林宣彦に「うちに薬師丸ひろ子という子がいます。女優としてスタートしたのだけど、まだアイドルになっていない。大林さん、彼女をアイドルにしてやってくれませんか」と本作監督の依頼があった。この後、多くの「アイドル映画」を撮る大林であるが、全て女優として撮ったと述べており、戦略的に「アイドル映画」として撮ったのは本作一本のみと話している。1979年の『金田一耕助の冒険』で意気投合した角川と大林は、再び「誰もやらないような映画を作ってやろう」という目論見から、薬師丸ひろ子の「アイドル映画」を構想した。

### 製作会見
製作発表会見は1980年11月25日、赤坂プリンスホテルであり、映画興行の一番の盛りである1981年夏の東宝系全国ロードショーが決定と発表された。主演はポスト百恵を狙う薬師丸ひろ子が決定しているだけで、監督は12月中旬に決定すると告知された。また「薬師丸ひろ子の相手役募集」の発表もこの時あり、条件は16歳から18歳までの男子、撮影期間は1981年2ー4月、出演料も含む賞金100万円は、撮影拘束及び公開前後の宣伝キャンペーンの協力を含む、応募締め切りは1981年1月10日、送り先は当時、角川春樹事務所があった千代田区麹町5ー〇の秀和紀尾井町TBR、等の説明があった。会見で松岡功東宝社長は「百恵・友和の結婚により今年の夏は急遽『翔んだカップル』を公開したが、予想以上に若い世代に受け入れられ好成績を挙げた。この結果を鑑み、『ねらわれた学園』を全国200館で一斉公開し、新しいカップルが百恵・友和に次ぐ新しい日本映画のゴールデンカップルとなり、シリーズ化できるよう期待している」と話した。薬師丸は1980年夏、東宝が"モモトモ映画"の代わりに出した『翔んだカップル』が予想外のヒットを記録したことから、映画会社主脳の注目を浴びた。東宝は今後とも夏休みと正月は"ひろ子ちゃん映画"を出していきたいという意向を持っていた。当時東宝は、薬師丸とこのオーディションで選ぶ相手役とのコンビで、ホリプロとの蜜月関係で成功した山口百恵ー三浦友和のようなコンビ誕生、及びシリーズ化を構想していた。

### キャスティング
薬師丸ひろ子が本作の撮影決定を知らされたのは1980年秋の写真集第二弾撮影中。薬師丸は原作を読んでいたが、超能力を持った女の子が上手く表現できるかなと不安を持った。
薬師丸ひろ子の「アイドル映画」であるため、その相手役は重要となる。関耕児役は「薬師丸ひろ子の相手役募集」として一般からのオーディションで選ぶこととなり、1981年1月31日、応募者1万7866人の中から当時慶應義塾高等学校在学中の高柳良一が選ばれて映画デビューを果たした。大林は「高柳君は僕が選んだ」と述べている。また、高柳は慶應義塾高校の教師であった元ザ・タイガースの瞳みのる（人見豊）に映画出演の相談をしている。1978年の『野性の証明』のヒロイン公募は約1200人の応募だったが、その後の角川映画の躍進と薬師丸人気によって15倍に達した。このとき、最終オーディションまで残った一人に中川勝彦（高柳とは同じ高校の1年先輩に当たる）がおり、同級生役で出演している。クリス松村は書類審査で落ちたという。フジテレビの笠井信輔アナウンサーも一次選考（書類審査）で落選した。
高柳以外の生徒役選定もこれとは別に1981年2月20日、青山のアバコスタジオでオーディションが行われた。参加者は全員、プロダクションか劇団に所属するプロの役者で、自己アピールもこなれたもの。薬師丸も大林も不参加で助監督が選定を行った。「薬師丸は来ないのー?」などと不平を言う者もいた。有川正彦役で現在ヴィジュアリストの手塚眞が出演。また、乳母車の赤ん坊の役には大林宣彦の姪の大林万里江が、さらに大山のぶ代や青木和代といった声優が本作では主婦役として出演している。

### 撮影
薬師丸らが通う第一学園の建物は、のちに東京都庁舎（1991年）が建てられた場所で当時は空き地だった。西新宿の高層ビル群に別のところにある学校の写真をマットペイントで合成した。他のシーンも新宿中央公園など、西新宿近辺で撮影している。
学園シーンの主要舞台となる校舎には、東京都府中市立府中第一小学校（以下、府中第一小）の古い木造校舎が使用された。1981年当時、都内では珍しい木造校舎で、映画の撮影後、解体されることになっていた。偶然にも、関耕児役の高柳良一の父が戦争中に疎開した小学校だった。
ラストの花火は十三重合成。大林としては『ハウス』をもう一度、という考えがあったが、予算もスケジュールも遥かにきつかった。
薬師丸は前作『翔んだカップル』の相米慎二監督との相性が非常に良かったので、大林監督の現場に慣れるのに時間が掛かってしまった。これは「相米病」になっていたためと薬師丸は説明している。
相米監督からは「ゴミ」・「クズ」・「ガキ」と怒鳴られていたのに、大林監督から「ひろこちゃん」と呼ばれることに当初違和感があった。大林組の現場は優しさの中に厳しさがあり、子供だった薬師丸にとっては厳しさの中に優しさのある相米の方が自分には合っていると考えていた。また、同年代の役者たちと共演するのは、学校の延長線上のように思われた。
相米の長回しで延々撮る芝居で役者魂に火がついた薬師丸と、薬師丸を1000カット以上撮りたいと執念を燃やす大林とはまるで噛み合わず。大林映画は、大林自身による編集を経て、初めてスタッフもどんな映画か分かるというもので、薬師丸の理解を超えるものだった。『バラエティ』での二人の対談では会話にならず、しまいには薬師丸が黙りこくってしまったという伝説もある。数えきれないほどの著書がある大林は、出演した女優を褒め倒すが、薬師丸についてはほとんど語ったことがなかった。これは薬師丸も大林を語ることはないのと同様である。
物議を醸した峰岸徹が「私は宇宙だ」というシーンは、のちに大喧嘩した山根貞男が「大林は空間恐怖症ではないか」と書いた評論が言い得て妙と感心した」と大林は話している。先のシーンに、峰岸のっぺりした腹があり、あの空白に何か書いてやろうじゃないか、と欲望が抑えきれず、巨大な目玉を書いてしまった。本当は余白を描ければいいのだが、つい余白を全部埋めて混沌させて、わけが分からなくてぐちゃぐちゃにしてしまうのが自分の欠点と感じるなどと述べている。

### 撮影記録
薬師丸やその同級生役がみな高校生だったため、春休みの三月中旬から四月中旬にかけて行われた。薬師丸が高校二年に上がる春休み期間となる。
- 1981年2月28日、薬師丸（由香）らの衣装打ち合わせ[14]。薬師丸の衣装はファン心理を掴むべく薬師丸の二冊の写真集が検討材料[14]。薬師丸は前日から写真集第三弾の撮影で青森県龍飛岬入り[14]。
- 2月24日、日比谷東宝で宣伝会議。
- 2月25日、成城東宝撮影所にスタッフルームが設けられる。
- 3月8日、同所で特殊撮影打ち合わせ[14]。大林が「映画のメインターゲットは15–17歳のひろ子ファン層プラス大学生まで含んだ大人たちで、いわば子供相手だと考えていたら間違いを犯す。彼らは小さい時から映像メディアに親しんだ、ある意味で映像感覚に一番優れた難しい年代だ。この映画の難しさはそこにかかってくる」などとスタッフに熱弁した[14]。
- 3月9日、クランクイン[14]。関耕児（高柳良一）の実家設定の新宿二丁目の実際の酒屋を借りてロケが行われた（内部はセット）[14]。雨で寒くスタッフは寒さに震えた。薬師丸は期末試験の最中[14]。高柳の高校は二部制で試験期間でなかったが、この日初めての演技を行う。午前中『3年B組金八先生第2シリーズ』の最終回を撮り終えた千石規子が参加[14]。
- 3月10日、11日、剣道場シーンの撮影。専修大学附属高等学校（以下、専大附属）の武道場[14]。建物の4階にあるため、重い撮影器材を運び上げるのに一苦労で、スタッフ総出で階段を何度も往復した。山形先生役の三浦浩一は剣道経験者でスタントなしで自身で剣道シーンを演じた[14]。剣道シーンは同所と工学院大学八王子キャンパス（以下、工学院大八王子）が併用された[14]。
- 3月12日、10BANスタジオ竹芝でポスター撮影[14]。
- 3月13日、メイン舞台である第一学園は府中第一小の新館と取り壊し寸前の旧館を上手く使い分けて撮影が行われた。オリエンテーションに向う校庭のシーンなどの撮影が行われたが、日本映画界のヒロインともいえた山口百恵の引退、ニューアイドル・松田聖子の映画デビューも決定し、この夏ひろ子vs聖子のスクリーンでの対決が決まり、薬師丸がマスメディアに顔を出すのも久しぶりとあって、この日新聞雑誌20社の記者、カメラマンが詰めかけ、見物人も入り乱れて大混乱[14]。さらに下校途中の小学生がカメラの前を行ったり来たりし撮影に難航した。終了後、東宝撮影所に移動。『駅 STATION』がセット入りし、高倉健も撮影所を訪れ、薬師丸は久しぶりに高倉に会った[14]。
- 3月14日、雨で撮影中止。
- 3月15日、希望ヶ丘団地ロケ（どこの希望ヶ丘団地かは分からない）[14]。
- 3月16日、府中第一小の木造校舎内で撮影。
- 3月17日、冒頭シーンのロケ。田園調布の公園。後で公園の背景に西新宿の高層ビル群を合成。
- 3月18日、工学院大学八王子で第一学園設定の教員室、校長室、図書館などを撮影[14]。
- 3月19日、剣道の試合。総勢200人による撮影[14]。
- 3月20日、新宿三井ビル1階のハンバーガーショップ[14]。通行人、見物人多数で撮影に難航。
- 3月21日、劇中に使用される写真の撮影。
- 3月22–24日、東宝撮影所。室内シーンは全てセット[14]。
- 3月25日、新宿西口公園で第一学園の新入生歓迎オリエンテーションの撮影予定が雨で中止され、撮影所撮影。
- 3月27日、延期の新宿西口公園。午前中に通学シーンなどを撮り午後から撮影所。この日、薬師丸の両親・姉が見学に訪れる。
- 3月28日、工学院大学八王子で剣道の試合、教員室、図書館シーンの撮影。
- 3月29日、唯一の撮影休み[14]。
- 3月30–31日、撮影所でブルーバック撮影。
- 4月1日、新宿児童公園で由香の仲間が犬に襲われるシーン。大林は迫力ある映像を撮ろうとしたが、犬が人に懐きすぎどう見てもじゃれ合いにしか見えず、撮影続行を断念し、編集での処理を決める[14]。午後新宿アルタ前に移動。電光スクリーンに星の魔王子（峰岸徹）が由香に警告を与える場面[14]。20秒ほどの特製フィルムを実際に電光スクリーンに流したが、夕方のラッシュ時間にかかり、スタッフも人並みを整理できす、結局15回リテイクが繰り返された[14]。終了後、聖マリアンナ医科大学に移動。
- 4月2–3日、府中第一小の校庭、屋内で丸二日ロケ。3日夜は新宿西口公園ロケ。
- 4月6日、午前、山形先生（三浦浩一）のカースタント。午後新宿西口公園。この日で薬師丸は撮終[14]。翌日新学年の始業式。
- 4月8–12日、撮影所で特撮。12日は丸の内ビル街で子供がダンプカーに轢かれそうになるシーンの撮影[14]。交差点に巨大な鏡を設置し、文字を逆に書いたダンプカーを鏡に映して撮影した[4]。その後、新宿でアクロバット撮影。1981年4月12日、クランクアップ[14]。

### 主題歌
松任谷由実作詞・作曲・歌唱による「守ってあげたい」は69万枚のセールスを記録し、オリコンシングル週間チャートで最高位2位となり、ユーミンのシングルセールスではそれまで最大のヒットとなった。この時期のユーミンは低迷期で、シングルのセールスは数万枚程度が続いていた。この年11月にシングル「守ってあげたい」を含むオリジナルアルバム『昨晩お会いしましょう』がオリコンアルバムチャートで1位を獲得し、この後、1997年の『Cowgirl Dreamin'』まで、17年間、17枚連続で、オリジナルアルバムが最高位1位を獲得した。本作及び、角川映画は「ユーミンの時代」の本格的なスタートにも貢献している。また本作品中には荒井由実時代のアルバム『MISSLIM』収録曲の「生まれた街で」がBGM曲として効果的に使われているシーンがある。

### 宣伝・興行
併映の『ブルージーンズ メモリー』は製作が東宝映画で、『ねらわれた学園』は角川映画の製作、配給する東宝としては『ねらわれた学園』は何もしなくても角川書店が文庫と一緒に宣伝してくれるので、『ブルージーンズ メモリー』の宣伝に力を入れ、『ブルージーンズ メモリー』に8割、『ねらわれた学園』に2割の宣伝費を充てた。また、東京有楽町にあるスバル座で『ブルージーンズ メモリー』のみの1本立て興行を行ったりしたため、角川春樹事務所側が立腹し、次作『セーラー服と機関銃』の配給を東宝から東映に変更している。たのきんトリオ側には2月に公開した『スニーカーぶる～す』が配給収入11億円〔の大ヒット〕という実績もあった。
劇場販売のパンフレットやポスターの売上がたのきんトリオを上回り、興行関係者たちも薬師丸の実力を知ることになった。

## 作品の評価
大林は「『HOUSE ハウス』をもう一回やろうとした映画ですが、技術的にも作品的にも『HOUSE ハウス』より、遥かによく出来たと思うけど、やっぱりパワーとしては衰えています。それでもう『ねらわれた学園』のような映画はもういいだろうと改めて思ったんです」などと述べている。こういう形での商業性はもういい、と思いこれが次作『転校生』に繋がる。
渡辺武信は「大林宣彦の仕事は自主映画時代から接していたが、大林の商業映画デビュー作『HOUSE』は、書き割りの容易な使用で物語のリアリティが欠如している点で評価しなかった（中略）『ねらわれた学園』については、大林のアイドル映画（当時は"アイドル映画"という表現は定着していなかった）の出発点としてコメントしておきたい。『ねらわれた学園』は大林の感性、すなわち後のヒット作につながる少年性＝無邪気さが現出している。作品に大林の反権力の志が現れているのは評価できる」などと述べている。
岩井俊二は「大学時代に『ねらわれた学園』をテレビで観た。完全にやられた。大いに受けた。乗せられてしまった。自分もこういう映画を作りたいと思ってしまった。描き方は破天荒だ。写真をコマ撮りした技法や、合成がバレてる合成カット、やりたい放題の演出。コミックやアニメ的な表現を融合させたかのような手法は斬新だったし、そういう手法がなければ新しい時代なんて描けない。僕は大林作品に新時代の幕開けのようなものすら感じた。『時をかける少女』は3回映画館に通った。唯一無二の映画だと思った。ここで描かれている世界は、二つとない独創的なものだと思った。『ねらわれた学園』がアゲハ蝶だとすれば、『転校生』はオオムラサキ、『時をかける少女』は日本にいるはずのないモルフォ蝶に出会った、というような体感だった」などと評している。

## 映像ソフト
- 角川ヒロイン第二選集（3枚組 DVD-BOX）（2001年3月23日、角川エンタテインメント、KABD-116） - 『ねらわれた学園』、『天国にいちばん近い島』、『晴れ、ときどき殺人』をセットにしたDVD-BOX。
- ねらわれた学園（DVD）（2001年3月23日、角川エンタテインメント、KABD-117）
- ねらわれた学園 デジタル・リマスター版（DVD）（2011年1月28日、角川映画、DABA-0772）
- ねらわれた学園 ブルーレイ（Blu-ray Disc）（2012年9月28日[35]、角川映画、DAXA-4255）
- ねらわれた学園 角川映画 THE BEST（DVD）（2016年1月29日[36]、KADOKAWA、DABA-91118）

## 関連作品
- テレビドラマ『ねらわれた学園』（1982年、フジテレビ）
- 『ねらわれた学園 THE MESSIAH FROM THE FUTURE』（1997年、監督：清水厚、主演：村田和美のリメイク作品）